# Les Quatre Vœux
 (juillet 2025).
Pour plus de détails, voir Fiche technique et Distribution.
Les Quatre Vœux (titre complet : Les Quatre Vœux du Vilain et de sa femme) est un court métrage d'animation français réalisé par Michel Ocelot en 1987. Il dure cinq minutes et a été réalisé sur papier calque.

## Synopsis
Michel Ocelot adapte un conte grivois médiéval dans lequel un vilain se voit offrir la réalisation de quatre vœux par Saint Martin au détour d'un chemin. Mais son épouse intervient…

## Fiche technique
- Réalisation, scénario, image, montage : Michel Ocelot
- Musique : Christian Maire
- Société de production : La Fabrique